# Кері Г'юм
Кері Г'юм (англ. Keri Hulme; 9 березня 1947, Крайстчерч — 27 грудня 2021) — новозеландська письменниця, авторка роману — The Bone People, що отримав Букерівську премію у 1985 році.

## Життєпис
Кері Г'юм народилася в Крайстчерчі, на Південному острові Нової Зеландії старшою з шести дітей столяра і кредитної менеджерки. Її батьки були англійцями, шотландцями та маорі (Ngāi Tahu) за походженням.
Наша сім'я пішла від різних людей: Ngāi Tahu, Kāti Mamoe (плем'я маорі з Південного острова); оркнейські остров'яни; ланкаширські люди; фарерські та норвезькі мігранти.
— «як казала сама Г'юм Спочатку вчилася в North New Brighton Primary School та Aranui High School. Батько помер, коли Кері було 11 років.
Після школи працювала збирачкою тютюну в Motueka. Почала вивчати юриспруденцію в Університеті Кентербері в 1967 році, але після чотирьох семестрів залишила навчання і повернулася збирати тютюн.

## Кар'єра
У 1972 Г'юм вирішила стати професійною письменницею, але, попри підтримку сім'ї, була змушена повернутися на роботу через 9 місяців. Вона продовжувала писати, і деякі з її робіт з'являлись під псевдонімом Kai Tainui. Протягом цього часу працювала над романом The Bone People, який урешті було опубліковано в лютому 1984. Кілька видавців відмовились від книги, поки вона не була прийнята видавництвом Spiral Collective. Роман виграв в 1984 році премію New Zealand Book Award for Fiction і Букерівську премію в 1985 році.
Г'юм була запрошеною письменницею в University of Otago в 1978 році, і в Кентерберійському університеті в 1985. Вона живе в Okarito, на західному узбережжі Нової Зеландії. Г'юм була Патронесою руху Republican Movement of Aotearoa New Zealand з 1996 року. Г'юм ідентифікує себе як аромантичну асексуалку і є атеїсткою.

## Нагороди
- Katherine Mansfield Memorial Award, 1975.
- New Zealand Literary Fund grant, 1975, 1977, 1979.
- Maori Trust Fund Prize, 1978.
- East-West Centre Award, 1979.
- Book of the Year Award, 1984.
- Mobil Pegasus Prize, 1985.
- Букерівська премія, 1985.
- Scholarship in Letters, 1990.

## Роботи

### Романи
- The Bone People (1984)
- Bait та On the Shadow Side (в роботі; Г'юм називає ці два романи 'романами-двійнятами')

### Поезії
- The Silences Between (Moeraki Conversations) (1982)
- Lost Possessions (1985)
- Strands (1992)

### Оповідання
- Te Kaihau: The Windeater (1986)
- Te Whenua, Te Iwi/The Land and The People (1987)
- Homeplaces: Three Coasts of the South Island of New Zealand (1989)
- Stonefish (2004)